# Cephalobyrrhus jinggangshanensis
Cephalobyrrhus jinggangshanensis är en skalbaggsart som beskrevs av Andreas Pütz 1998. Cephalobyrrhus jinggangshanensis ingår i släktet Cephalobyrrhus och familjen lerstrandbaggar. Inga underarter finns listade i Catalogue of Life.